# Friars Carse

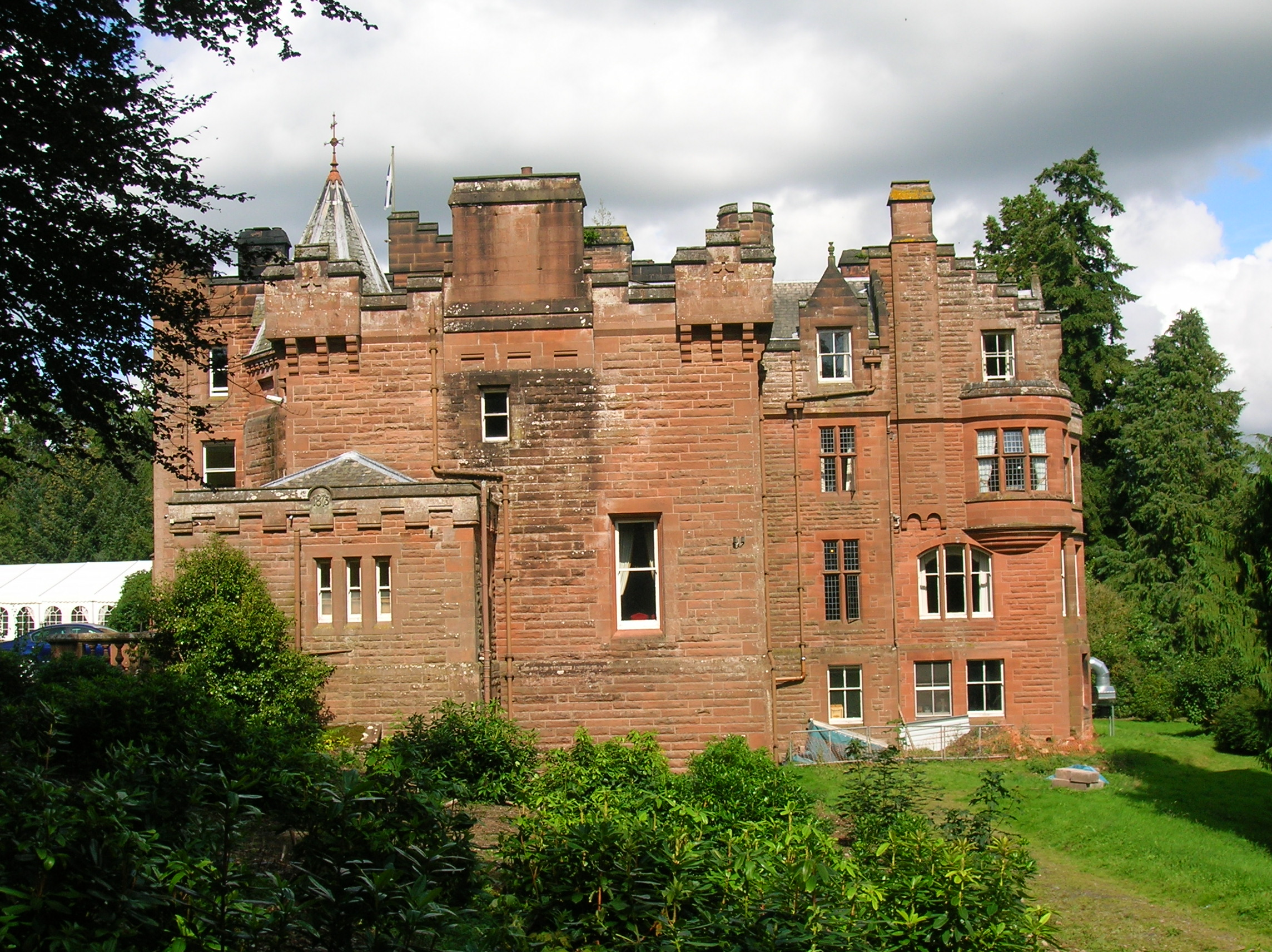
Friars’ Carse

Friars Carse ist ein Landhaus etwa zwei Kilometer südwestlich von Auldgirth. Es steht abseits der A76 etwa neun Kilometer nordwestlich von Dumfries in der schottischen Council Area Dumfries and Galloway. Das Anwesen liegt am Westufer des Flusses Nith und ist wegen seiner engen Verbindung zu Robert Burns bekannt, der eine Zeitlang auf der nahegelegenen Ellisland Farm lebte. Das Landhaus gilt nicht als historisches Bauwerk, sehr wohl aber die Stallungen und die Einsiedelei, die Historic Scotland als historische Bauwerke der Kategorie B gelistet hat.

## Haus und Anwesen

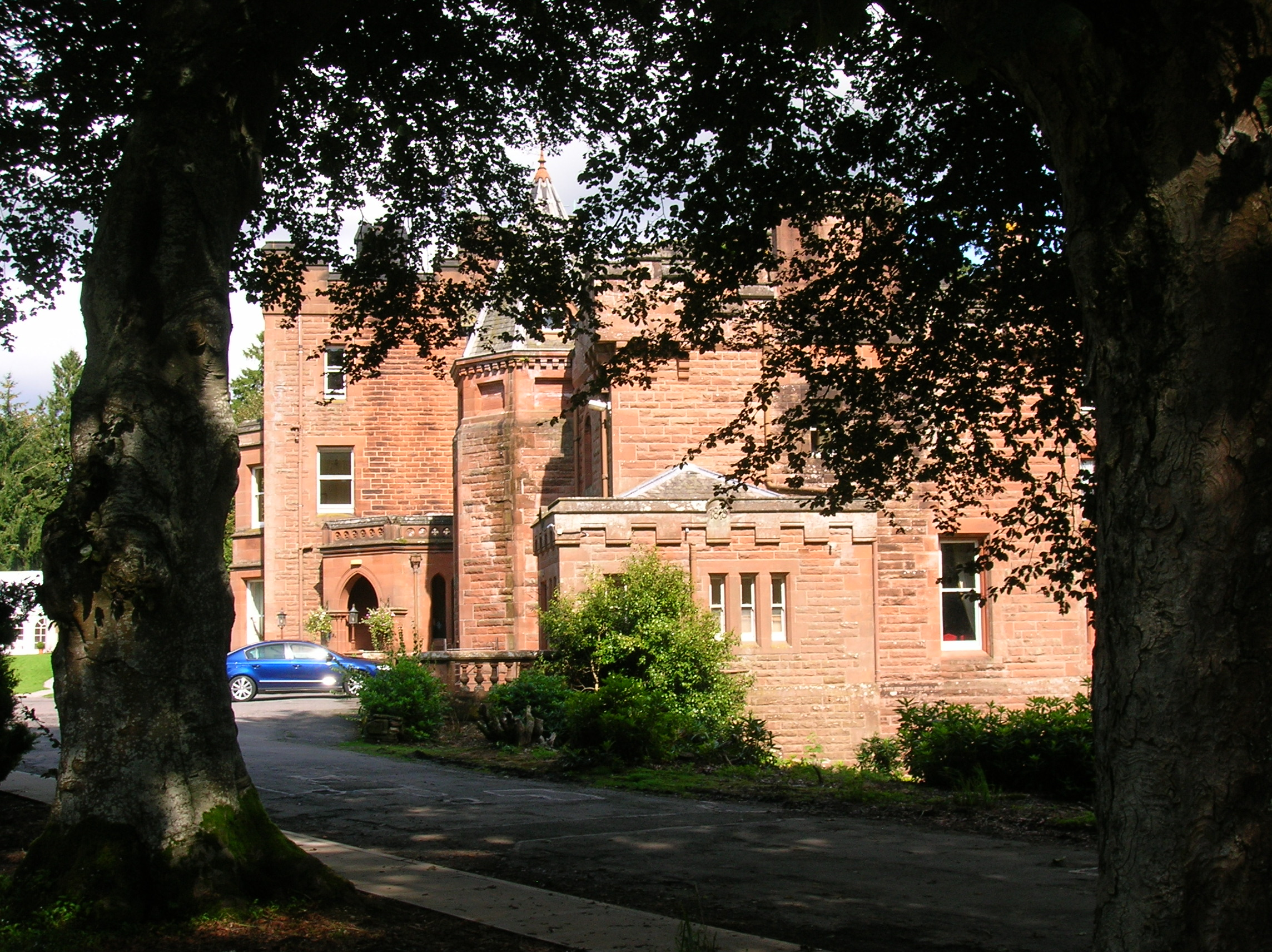
Friars Carse 2009

Das heutige Landhaushotel ist 1873 im Scottish Baronial Style aus verkleidetem roten Sandstein von den Architekten Barbour und Bowie um ein früheres Haus herum gebaut und von denselben Architekten 1905–1909 erweitert worden. Das Hauptgebäude im Südosten hat eine komplexe, breite Frontfassade und schließt einen eigentümlichen Rundturm ein, der einen rechteckigen Aufsatz hat. Ein Wappen von 1598 wurde 1909 in den Eingangsturm eingebaut. Das Haus besitzt eine Eingangshalle und ein Snookerzimmer mit schöner Holzverkleidung sowie ein elegantes Treppenhaus und 21 Schlafsuiten. Es liegt inmitten eines Parks und lichten Waldes von 18,2 Hektar Fläche.
Der Name „Friars Carse“ ist von einer mönchischen Siedlung abgeleitet, die in der Nähe von den Zisterziensermönchen von Melrose Abbey im 13. Jahrhundert gegründet wurde. Carse Loch ist ein nahegelegener See und diente den Mönchen einst als Fischweiher; sein Crannóg diente bei Überfällen oder Kriegen als Versteck für Wertgegenstände. Die heutige Schreibweise mit oder ohne Apostroph ist eine Version der älteren Schreibweise „Carse of the Friars“.
Im 16. Jahrhundert gab es hier einen Turm mit Caphouse, umgeben von einer gut sichtbaren Brüstung (siehe Gravierung). Im 17. und 18. Jahrhundert wurde dieser um Wohngebäude mit Staffelgiebeln und einen Burghof erweitert. 1771 ließ Robert Riddell die alten, ruinösen Gebäude abreißen, um für ein neues Landhaus Platz zu schaffen. Frances Grose schrieb auf, dass bei seinem Besuch 1789 das Refektorium der Mönchen mit seinen 2,43 Meter dicken Mauern und seinem 3,65 Meter breiten, offenen Kamin noch stand.

### Die Stallungen und Beech Cottage
Diese Nebengebäude stammen hauptsächlich vom Anfang des 19. Jahrhunderts, aber die südöstliche (Haupt-)Gebäudeflucht wurde um 1873 umgebaut und ein zweistufiger Turm aufgesetzt. Die Stallungen bestehen aus vier ebenerdigen Gebäudeteilen, die um einen quadratischen Hof angelegt sind. Die Durchfahrt unter dem Turm ist mittig angeordnet und es gibt ein Taubenhaus mit Giebeln.

### Die Riddells

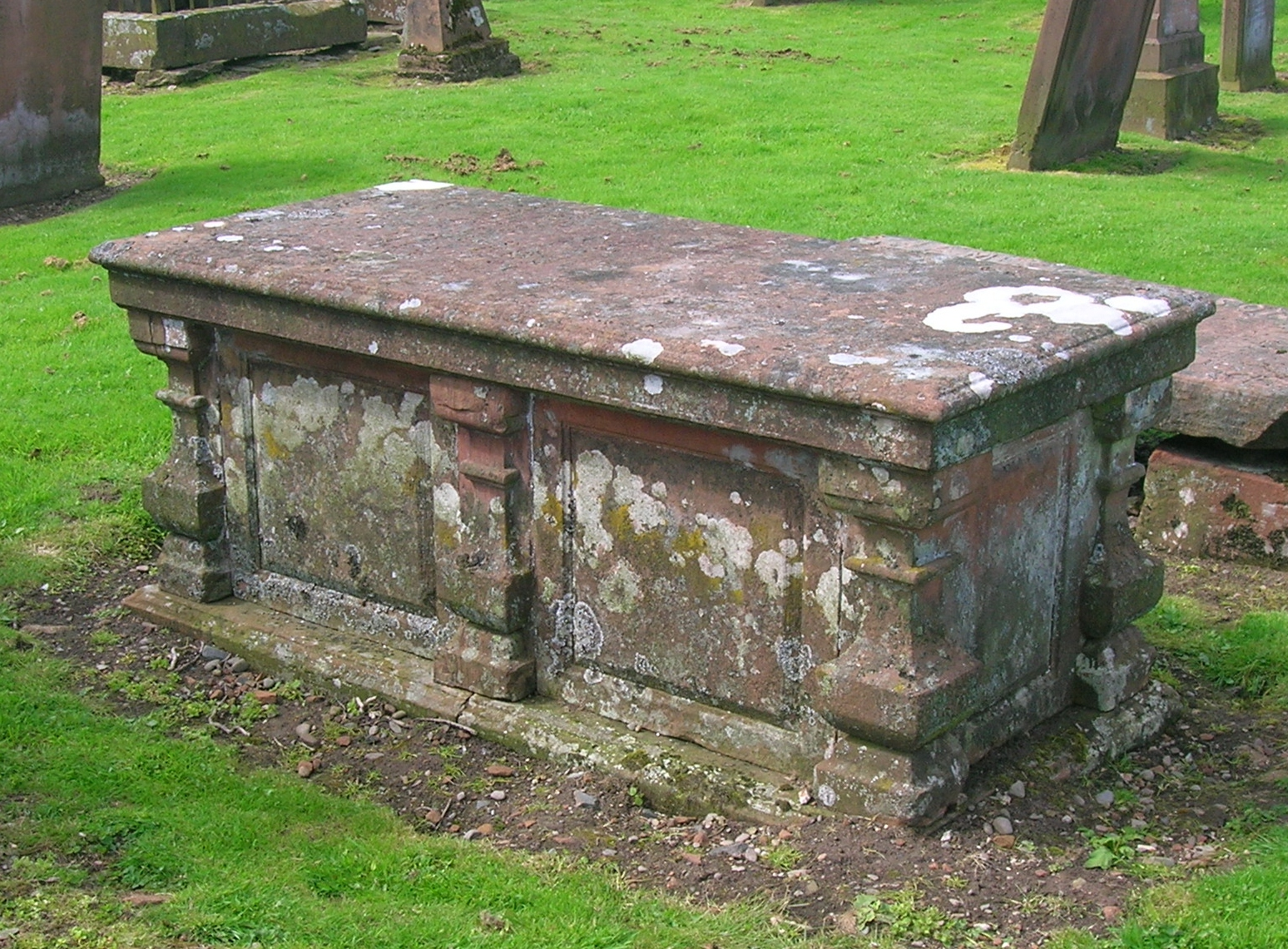
Robert Riddells Grab auf dem Friedhof der Dunscore Old Kirk

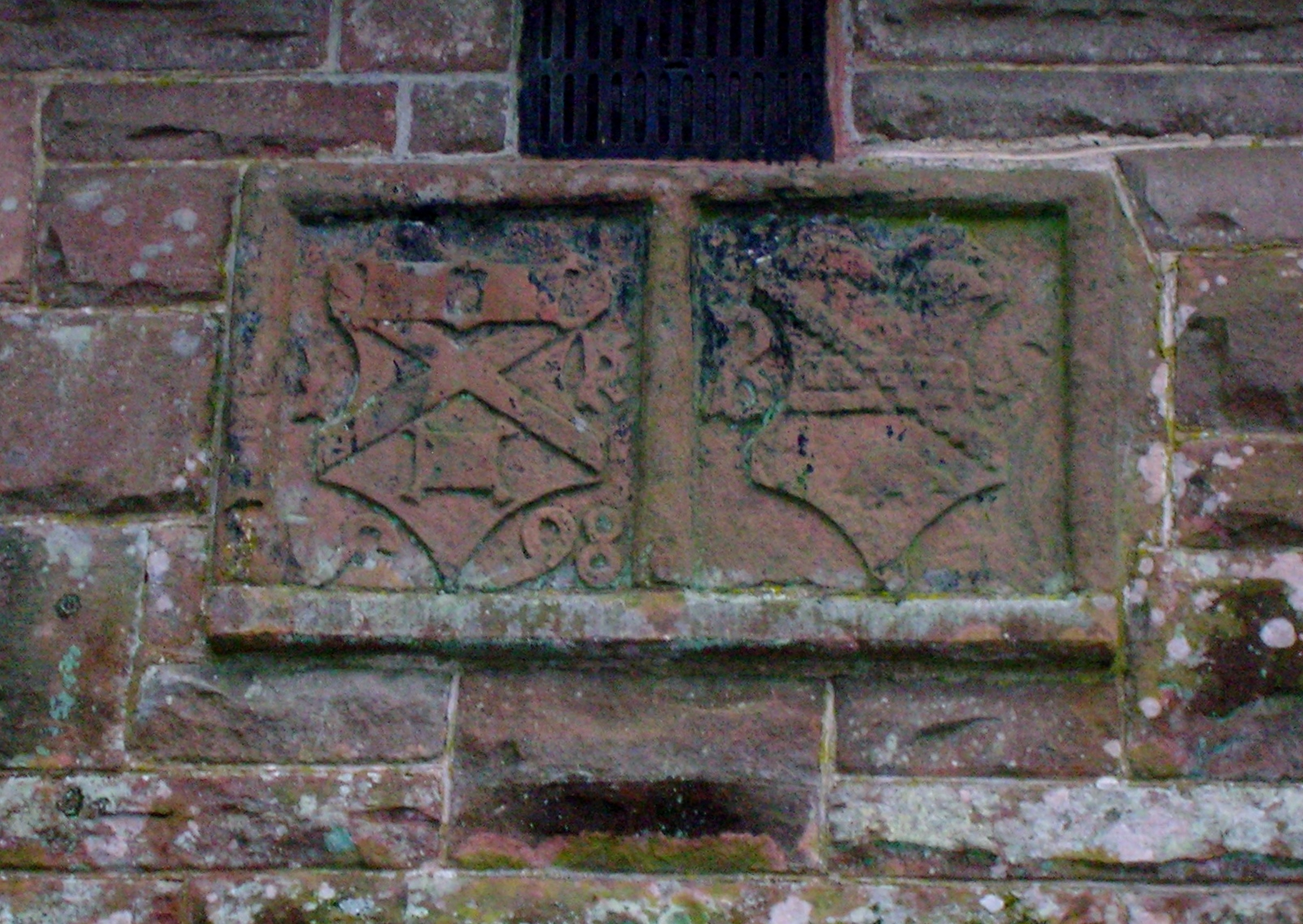
Ein Hochzeitsstein der Familie Riddell von 1598, der heute in einer Mauer der Beech Cottage an den Stallungen von Friars Carse eingebaut ist.

Im 17. Jahrhundert kaufte William Riddell, Sohn eines Baronets aus Nova Scotia, aus Roxburghshire die Ländereien von Friars Carse. Die älteren Gebäude wurden durch ein einfacheres Landhaus im georgianischen Stil namens Glenriddell ersetzt. Dieses Landhaus ließ Robert Riddell (oder Riddel), Freund und Förderer des Dichters Robert Burns (1759–1796) bauen.
Mackay notierte, dass Walter Riddell aus Newhouse, Großvater von Robert Riddell, seine Base Anne heiratete und durch sie das Anwesen Glenriddell erbte, das ihre Familie seit der Zeit der Reformation und der damit verbundenen Säkularisation der Ländereien der Melrose Abbey besaß.
Nach Robert Riddells Tod 1794 hätte sich dessen Witwe damit einverstanden erklären können, dass das Anwesen an Walter Riddell, ihren Schwager fiel, der nach dem letzten Willen seines Bruders kaum eine Jahrespacht hätte zahlen musste, um das Anwesen zu erhalten. Roberts Witwe aber hasste Walter Riddell so sehr, dass sie sich weigerte, dieses Legat zu erfüllen, und so wurde das Anwesen an einen Käufer außerhalb der Familie vergeben. Walter Riddell war selbst reich, da er Vermögen in Amerika besaß. Er war mit der Dichterin Maria, geb. Banks Woodley, in Antigua verheiratet und benannte sein neues Anwesen ihr zu Ehren.

### Dr. James Crichton

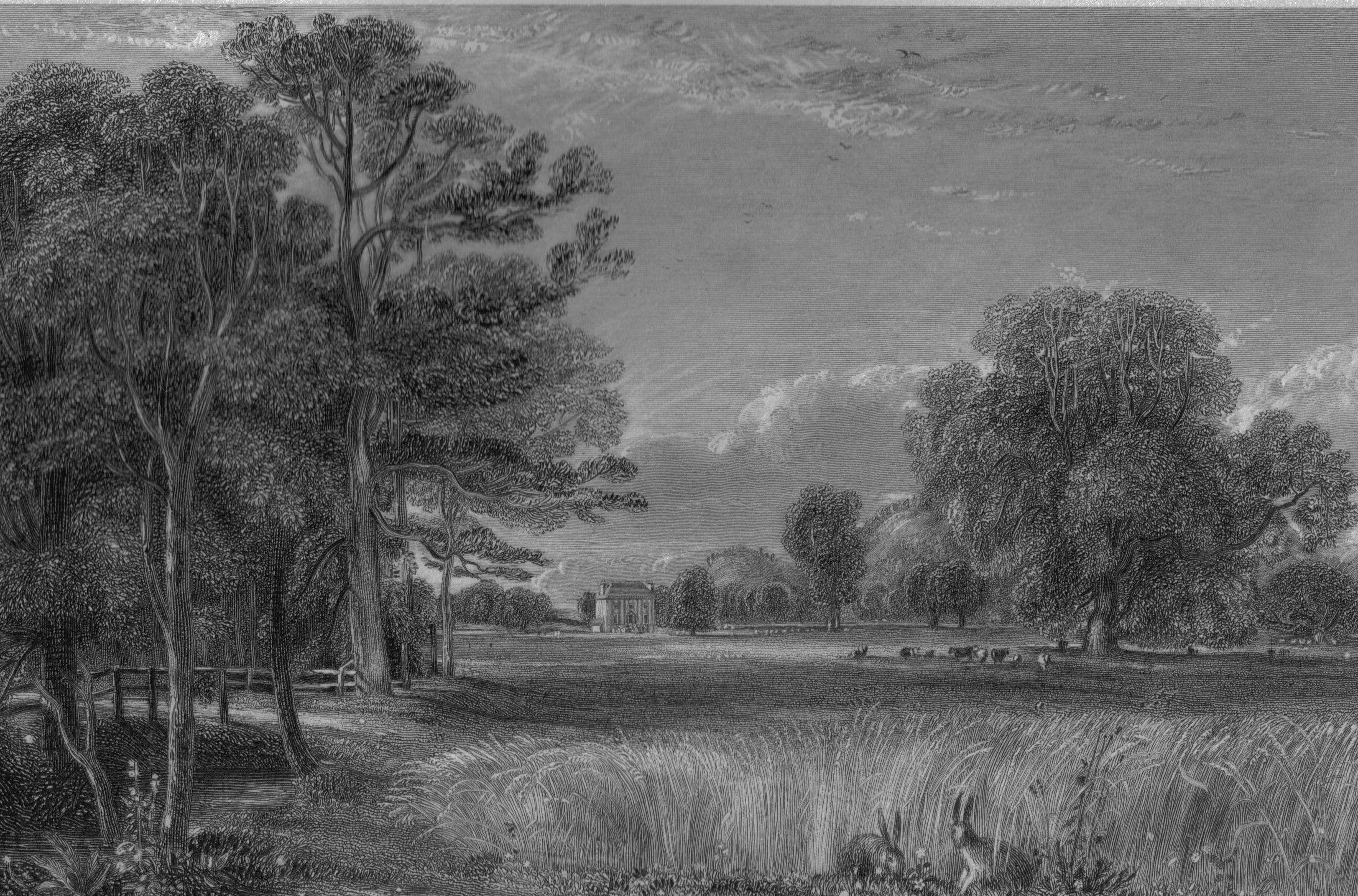
Friars Carse in den 1840er-Jahren

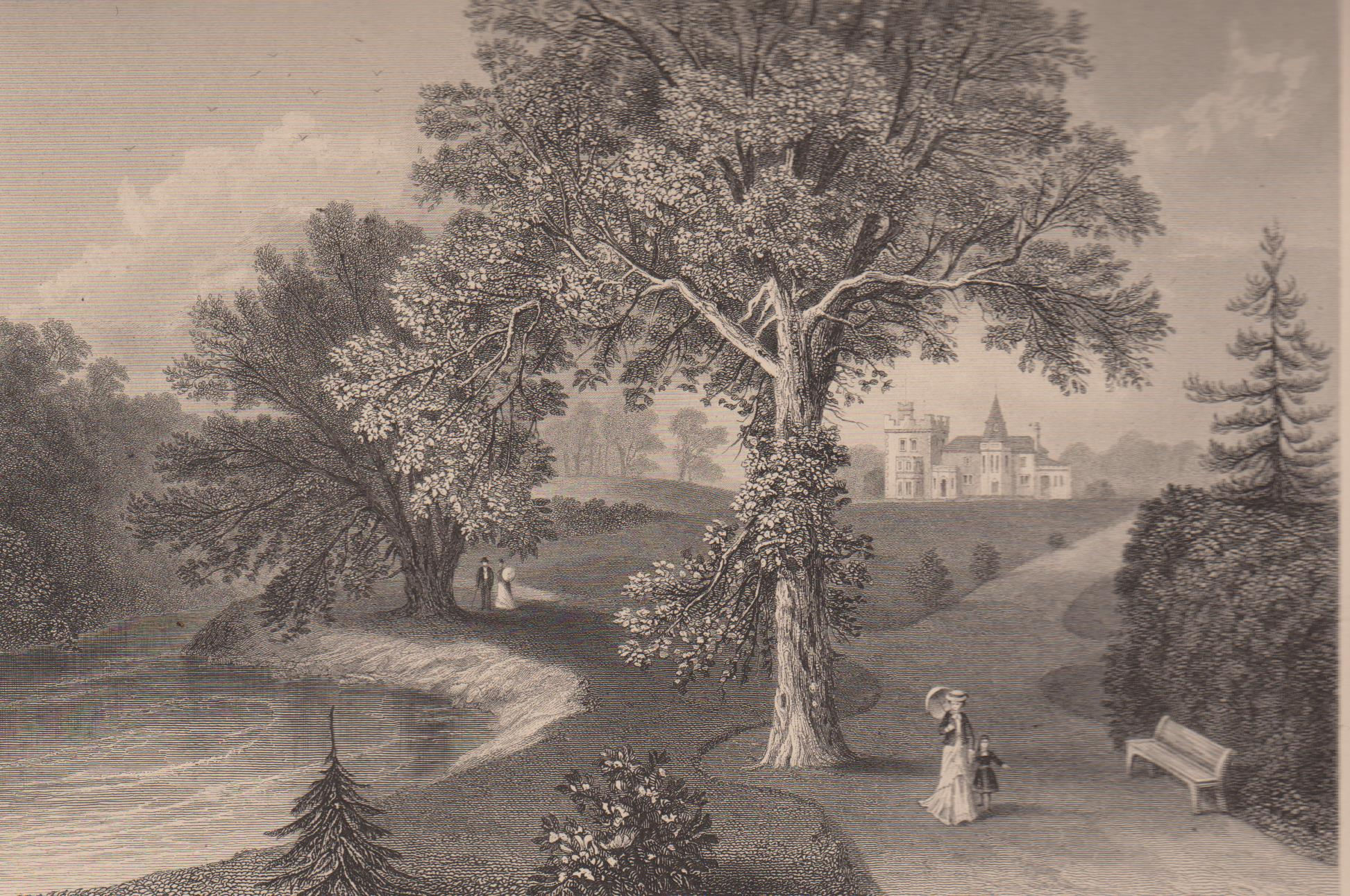
Friars Carse um 1800

Ein Captain Smith war der Käufer von Glenriddell und er verkaufte das Anwesen wiederum an den Provost John Crichton aus Sanquhar, Bruder von John Crichton, der es 1809 für sich selbst kaufte. Haus und Anwesen waren so für Dr. James Crichton (1765–1823) gekauft worden, der sein Vermögen mit der East India Company im Handel mit China gemacht hatte und in Kanton lebte. 1812 zog er in das Landhaus ein und änderte dessen Namen von „Glenriddell“ wieder in „Friars Carse“. Er starb hier 1823. Seine Witwe, Elizabeth Grierson, blieb in Friars Carse, bis sie 1862 verstarb. Das Crichton Royal Hospital in Dumfries wurde von ihr mit einem Vermächtnis von 100.000 £ zu Ehren ihres verstorbenen Gatten oder nach anderen Quellen von Dr. Crichton selbst gegründet.

### Die Nelsons
Elizabeth Grierson aus Lag, Crichtons Witwe, verkaufte das Anwesen an Thomas Nelson aus Carlisle, der als Ingenieur beim Bau der Forth Bridge beschäftigt gewesen sein soll. Nelson ließ das Landhaus beträchtlich erweitern, der interessanteste Teil des alten Gebäudes, das Whistle-Zimmer, aber blieb erhalten. An der Einsiedelei ließ er in Anerkenntnis von Robert Burns Interesse an dem Handwerk Maurerzeichen anbringen. Die beiden Fenster in der Haupthalle zeigen einen Anker und Ketten, die die Verbindung des Besitzers mit der Forth Bridge anzeigen.

### Die Crichton Royal Institution
1895 wurden die Treuhänder der Crichton Royal Institution Eigentümer von Friars Carse mit 189 Hektar Grund. Das Landhaus wurde ein Sanatorium in Zusammenhang mit der Behandlung Geisteskranker. Es diente als Sommerresidenz für ausgesuchte, zahlende Patienten, hauptsächlich Aristokraten und sogar Mitglieder der königlichen Familie. Mittellose, „arme“ Patienten wurden dort auch einquartiert, allerdings als Diener. Die Direktoren der Crichton Royal Institution verkauften das Anwesen 1908 für 21.150 £.

### Die Post Office Fellowship of Remembrance
Nachdem das Anwesen eine Zeitlang Mr Charles Wedderburn Dickson gehört hatte, der das Landhaus nochmals erweitern ließ, verkaufte es seine Witwe an die Bryn Asaph Ltd, eine Mitarbeiterorganisation der Postämter, und es wurde ihr Erholungsheim und Gästehaus in Erinnerung an die Männer und Frauen der Postämter, die in den beiden Weltkriegen starben. Der Post Office Fellowship of Remembrance (POFR Ltd) gehört das Anwesen noch heute.

### Frühere Geschichte

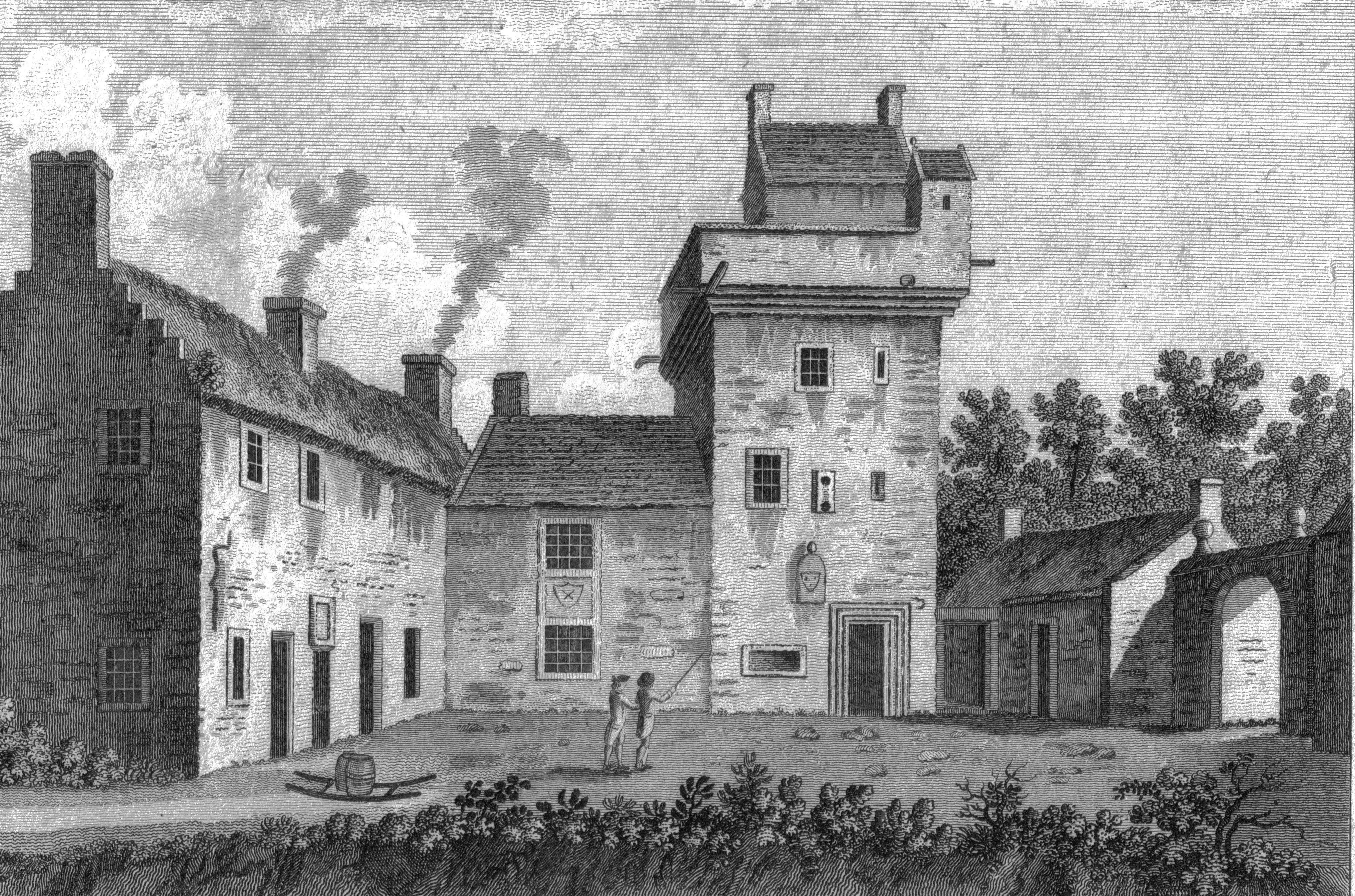
Friars Carse 1797. Wilson gibt an, dass diese Darstellung eine fantasievolle Abbildung von Alexander Nasmyth sei.

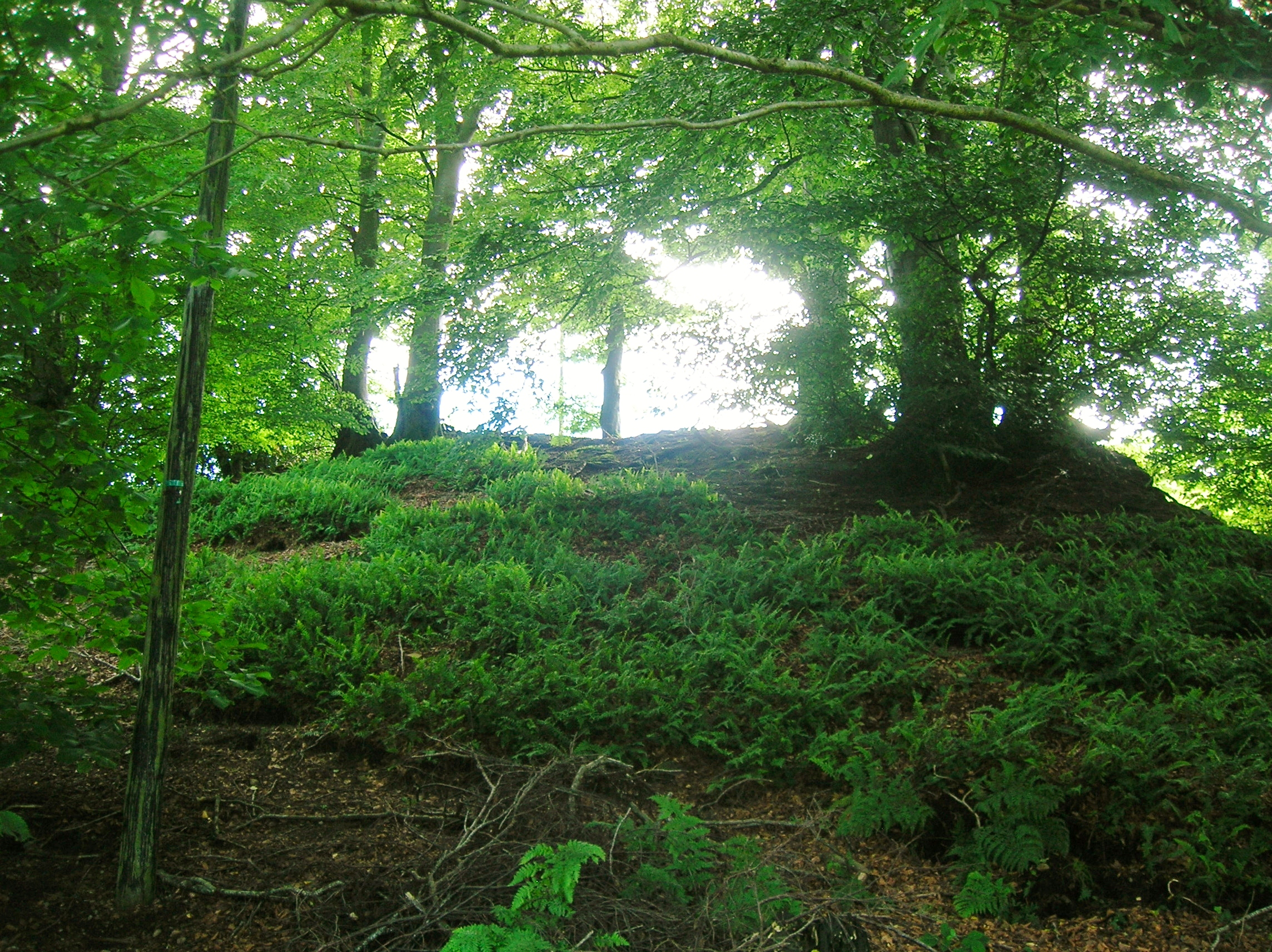
Der alte Gerichtshügel

Es steht geschrieben, dass die Ländereien von Carse um 1215 von Affrica, einer Tochter von Edgar, an die Melrose Abbey gegeben wurden. Edgar war der Sohn von Dunevald und Enkel von Dunegal of Stranith. Edgar besaß diese Ländereien unter König Wilhelm dem Löwen. Eine Grangie der Zisterziensermönche könnte in der Nähe existiert haben, wie der Name „Grange Mill“ nahelegt. Abt Andrew verpachtete die Ländereien der Abtei 1536, wobei er die £-4-Ländereien von Freirkers und ihre Grange Mill zusammen mit dem begrenzten Mühlenzwang der £-36-Ländereien von Dalgonar und anderen Ländereien an John Kirkpatrick aus Ellisland vergab. 1565 hielten Thomas Kirkpatrick und seine Gattin, Janet, geb. Gordon, das Anwesen.
Nach der Reformation vergab der Commendator das Anwesen an den Laird von Elliesland oder Allisland, eine Nebenlinie der Kirkpatricks von Closeburn. Die Kirkpatricks ließen das Tower House von Freerscarss an dieser Stelle, wie Timothy Pont auf seiner Karte von Nithsdale von 1595 vermerkte. Francis Grose schrieb auf, dass die alten Mauern des Refektoriums 2,4 Meter dick und der offene Kamin 3,6 Meter breit waren als dieses 1773 abgerissen wurde, um Platz für das Landhaus zu schaffen.
In der Nähe des Hauses befand sich ein See, der Fischweiher der Klosterbrüder. In der Mitte dieses Sees war eine künstliche Insel, ein Crannóg, aus großen Eichenbohlen und -brettern errichtet. Er diente als Versteck für die Wertsachen der Klosterbrüder während der nicht selten vorkommenden Einfälle der Engländer nach Strathnith. Als man den See abließ, fand man einen Einbaum und weitere Fundstücke.
Friars Carse war Anfang des 17. Jahrhunderts einige Zeit in Besitz der Stirlings; diese Linie endete mit Jean Stirling, einer Erbin, die John Maxwell aus Templand heiratete. Von dieser Linie kauften die Riddells das Anwesen 1737. Vor 1647 hatte ein Kaufmann namens John Irving Friars Carse erworben und es fiel nach der Erbfolge an die Maxwells und schließlich an die Riddells, wie oben dargestellt, wobei eine Kompensation von 1500 £ an die Maxwells gezahlt wurde.
Friars Carse fiel 1634 von den Kirkpatricks an die Maxwells von Tynwald und von ihnen an eine Nebenlinie der Lords of Maxwell, die Familie Barncleugh. Die Riddells von Glenriddell erhielten das Anwesen von Barncleughs im Jahre 1784.
Ein Kreuz aus dem 9. oder 10. Jahrhundert steht auf einem modernen Sockel auf dem Anwesen; es ist das einzige übriggebliebene Exemplar einer Sammlung verschiedener Steine, die von Captain Robert Riddell zusammengestellt und einst entlang der Auffahrt aufgereiht wurde. Einer oder mehrere davon mögen sich ursprünglich auf dem Gelände befunden haben. Francis Grose schrieb auf, dass sich Steine von den nahegelegenen Burgen Lag Castle und Morton Castle einst in der Sammlung befunden hätten. Im Stein aus Lag Castle waren die Initialen „I. G.“ und die Wappen der Griersons, insbesondere drei Kissen in der Mitte eines Sterns eingeritzt. Robert Riddell ging so weit, dass er die Imitation eines Steinkreises aus der Bronzezeit aus verwitterten Steinen anlagen ließ. Dieser Kreis hat 38 Steine, von denen alle bis auf drei stehen; einer davon befindet sich in der Mitte und einer direkt westlich des Steinkreises. Die Anlage wurde „Templewood“ genannt.
Die Ländereien von Carse gehörten im 14. Jahrhundert Red Comyn und fielen nach dessen Ermordung an König Robert the Bruce.
Nördlich von Friars Carse liegt ein Gelände, auf dem der römische General Gnaeus Iulius Agricola nachweislich ein Lager hatte anlagen lassen.

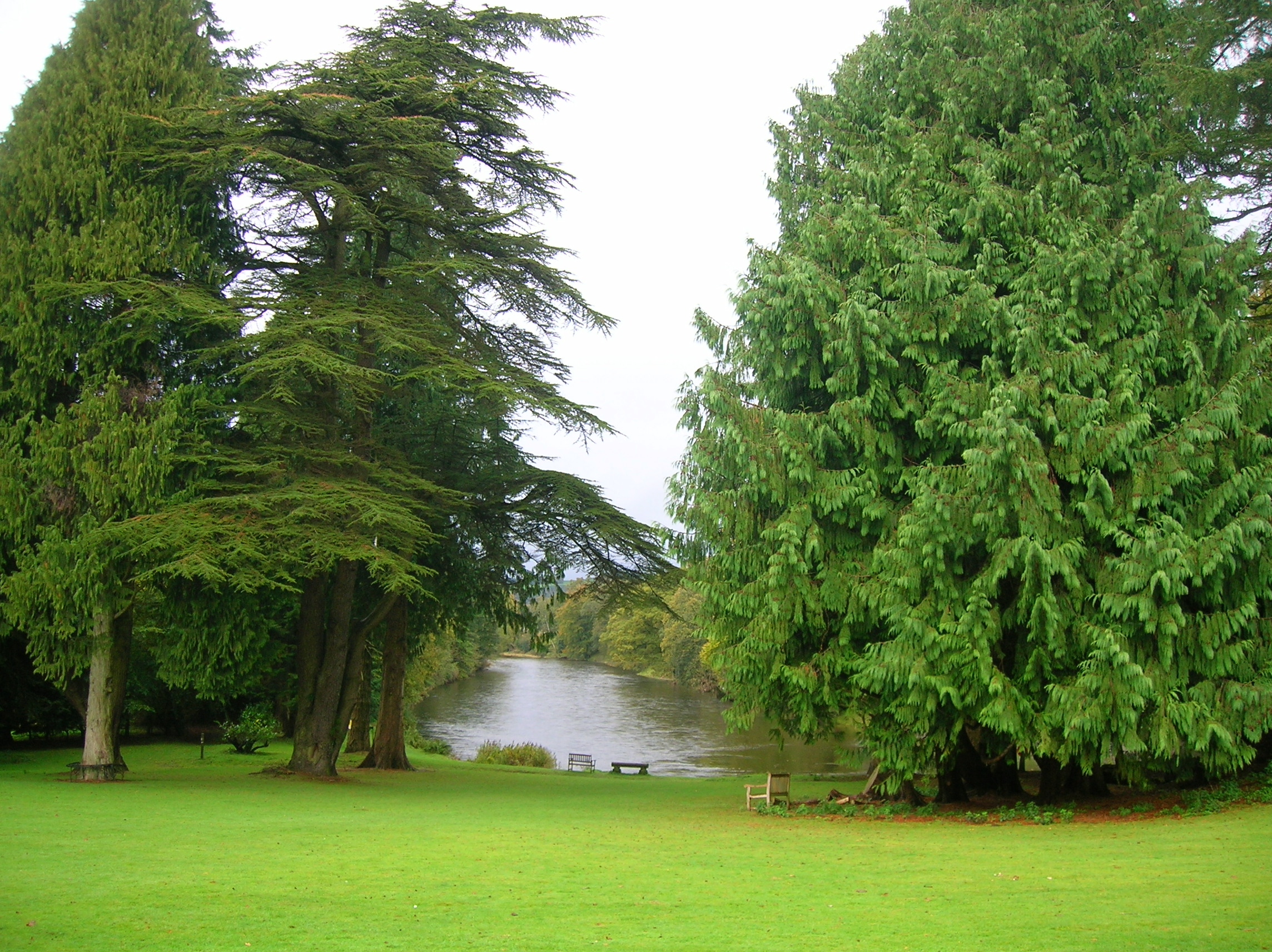
Der Fluss Nith von der Eingangstür des Landhauses aus
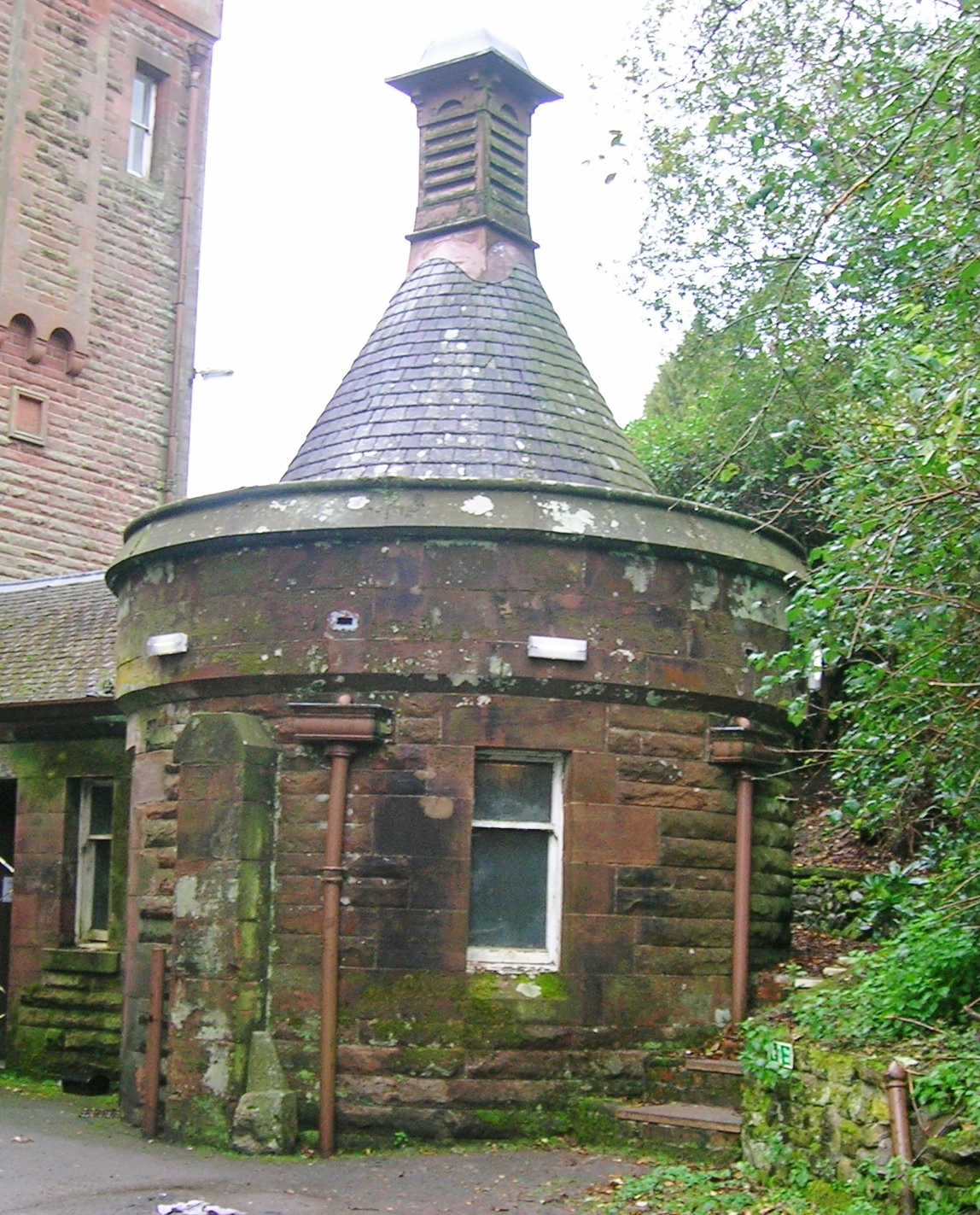
Altes Lagerhaus für Wildbret
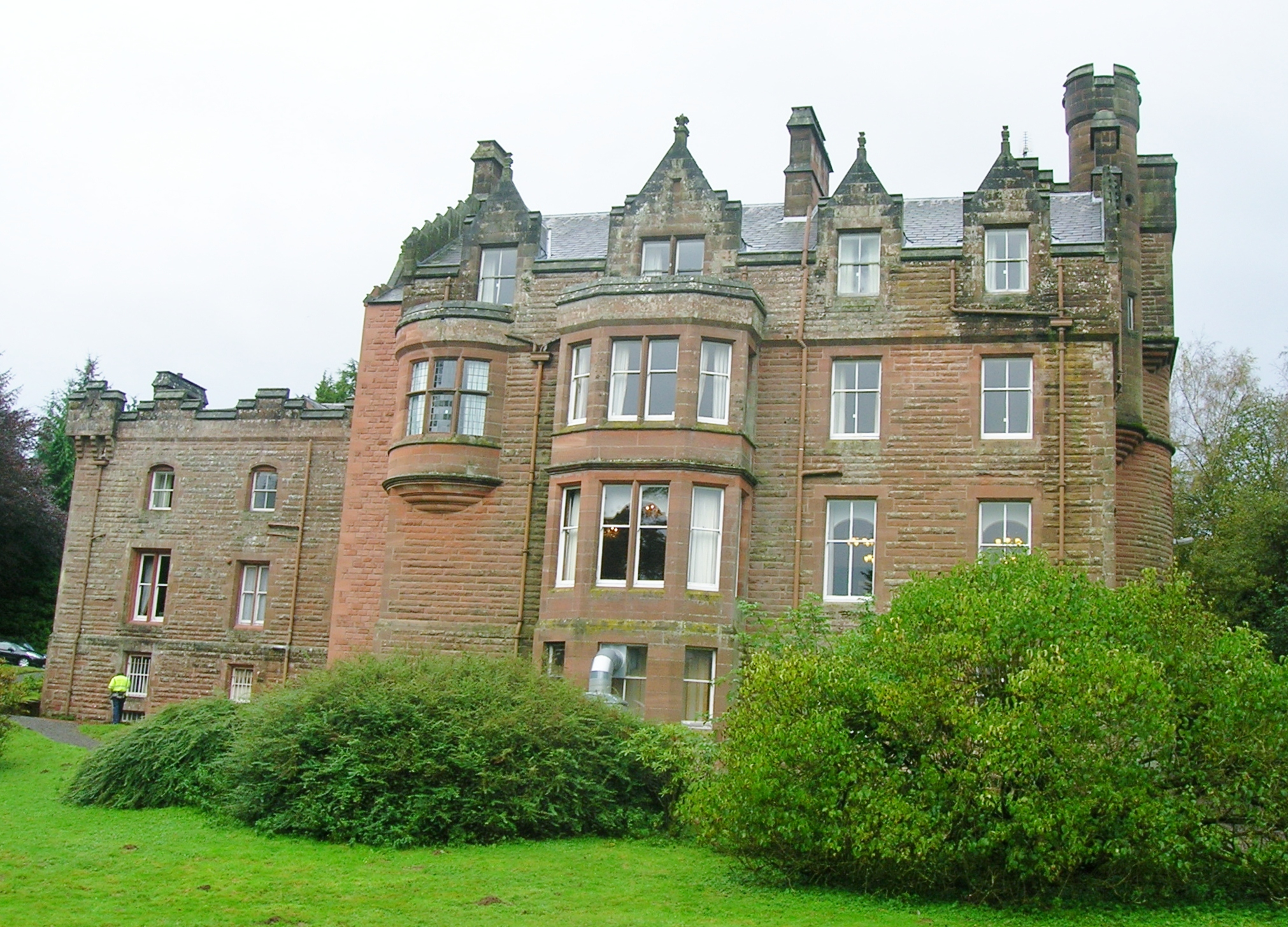
Südfassade von Friars Carse
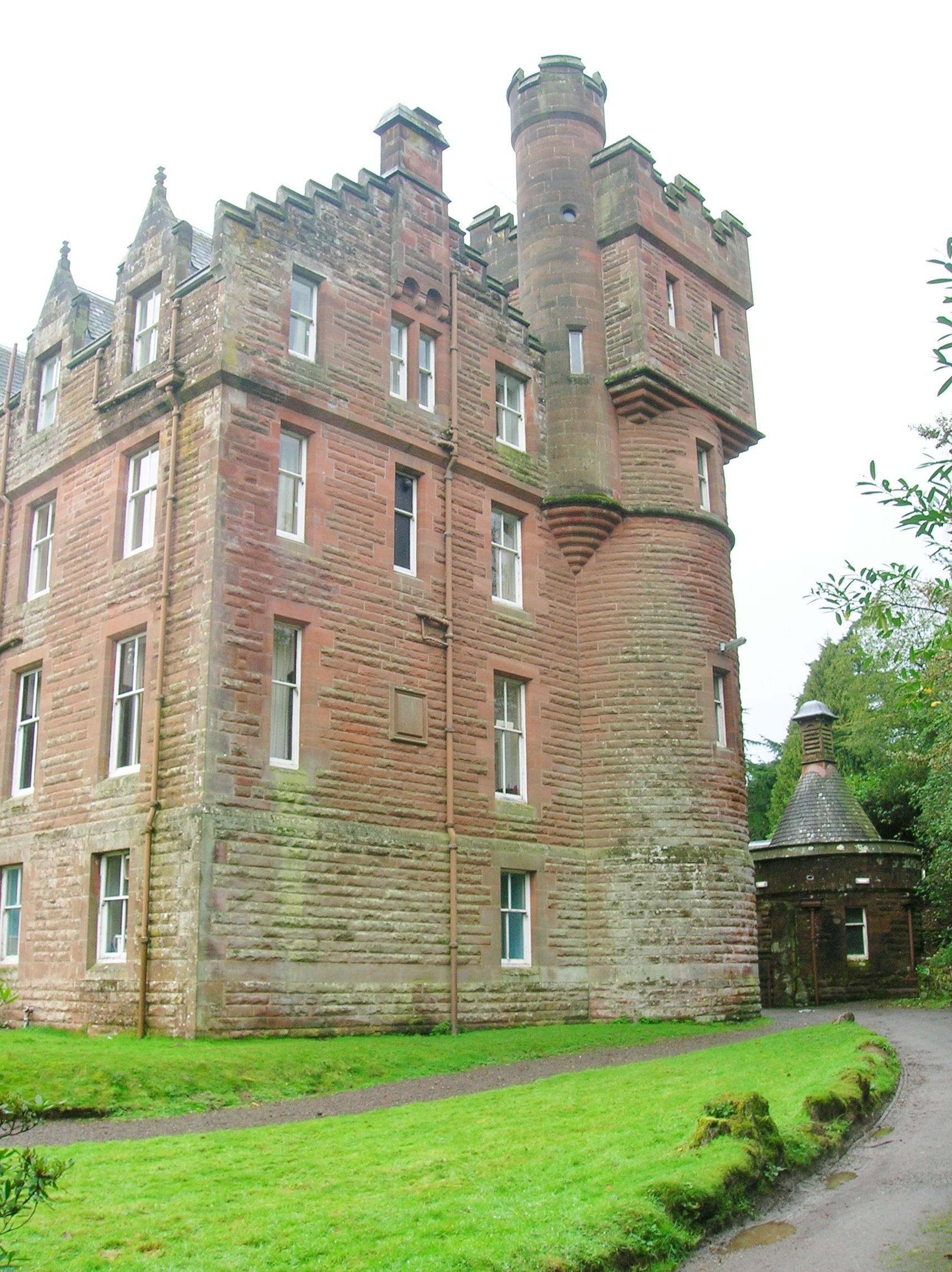
Seitenturm am Landhaus
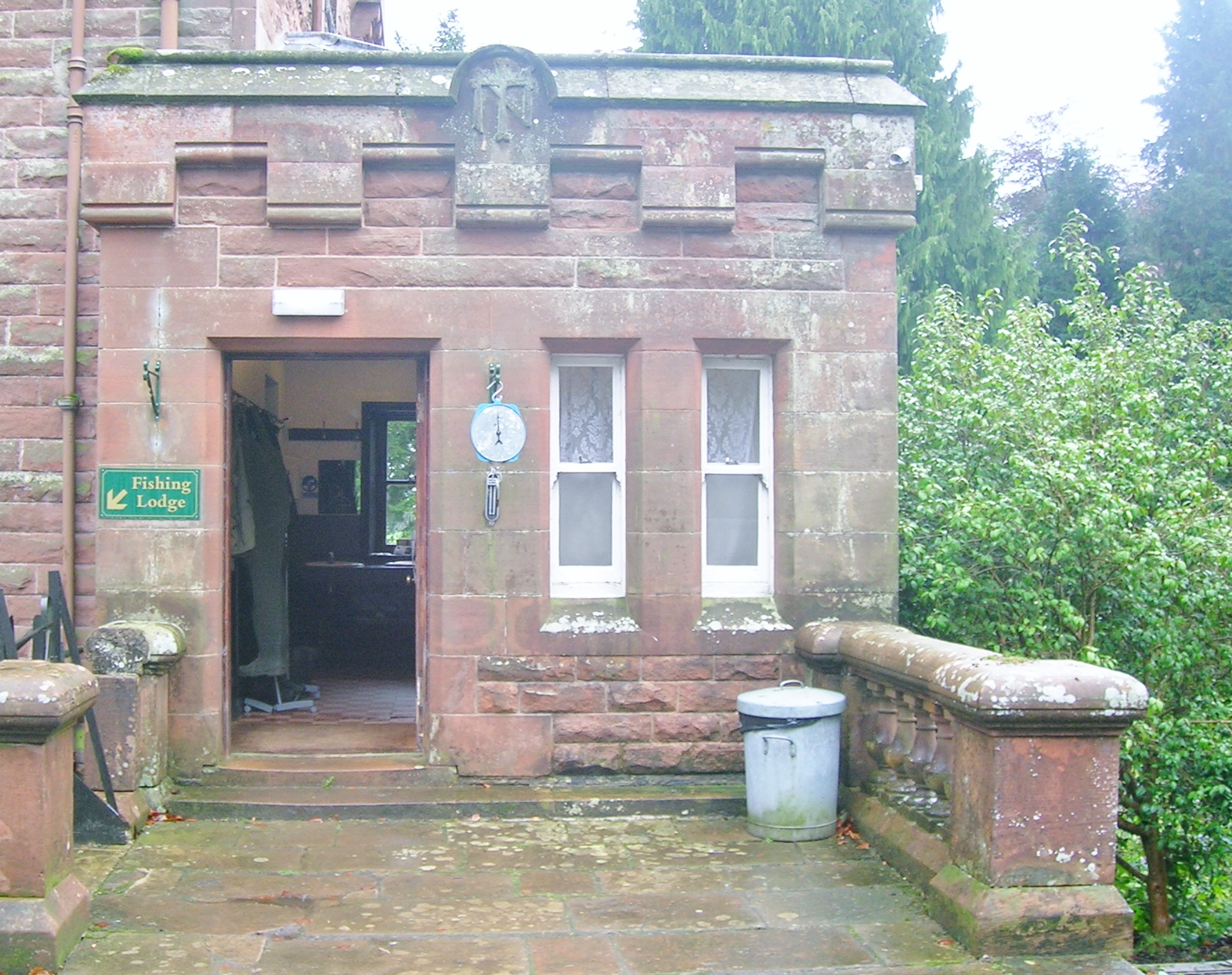
Angelzentrum
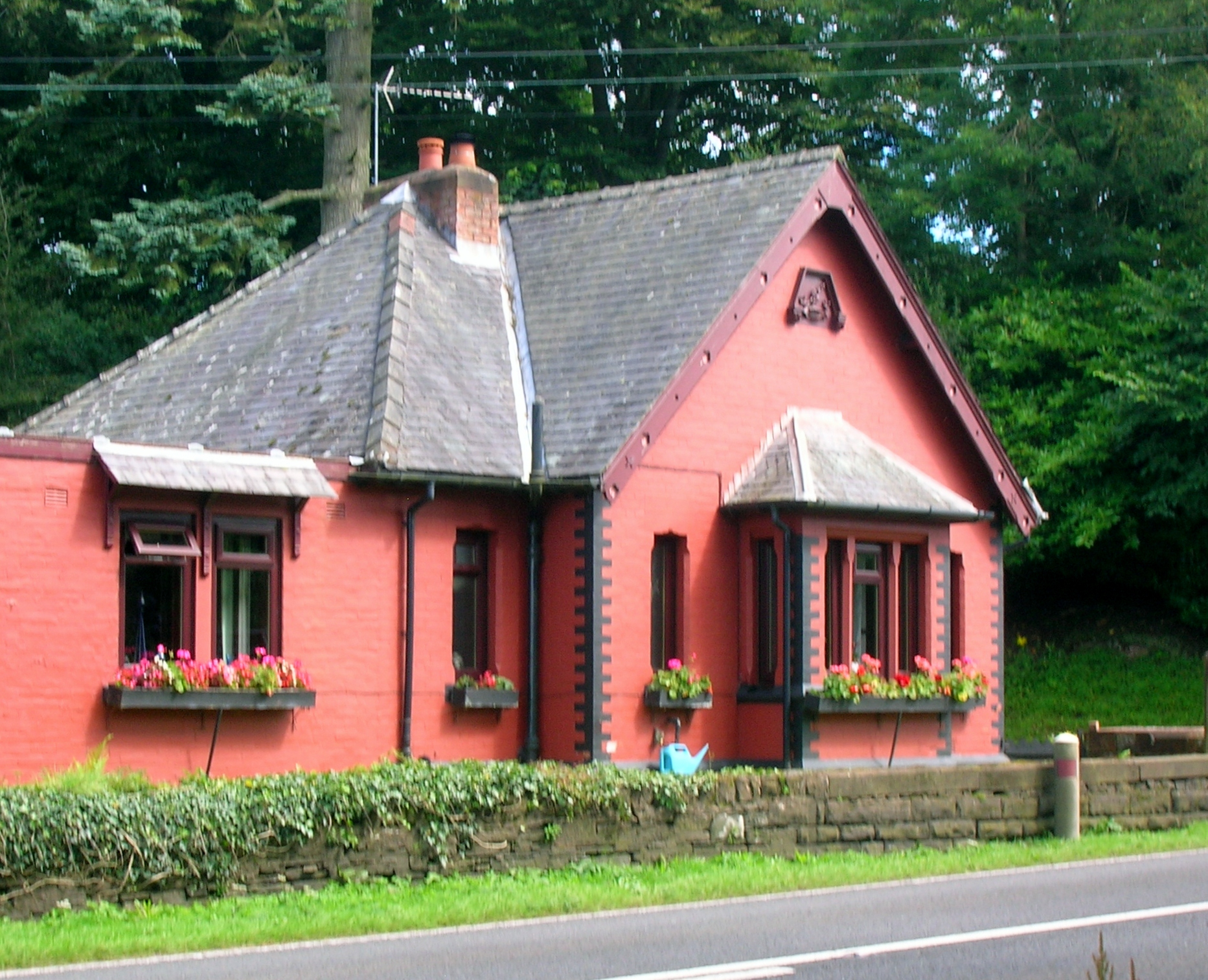
South Lodge

### Kulturgeschichte
Robert Burns lebte von 1788 bis 1791 in der nahegelegenen Ellisland Farm. Burns wurde vermutlich von seinem Freund und Vermieter Patrick Miller aus Dalswinton Captain Robert Riddell und seiner Gattin, Elizabeth, geb. Kennedy, aus Manchester vorgestellt. Im September 1788 komponierte er The Day Returns als Dank an Riddell und seine Gattin; der kommentierte: „Vor ihrem Kamin habe ich mehr angenehme Abende verlebt als in allen Häusern modischer Leute in diesem Land zusammengenommen.“ Robert Riddell hatte im Amerikanischen Unabhängigkeitskrieg gekämpft und war ein vollendeter Komponist und Musiker sowie Altertumsforscher.
Im April 1791 stellte Burns eine Sammlung seiner Gedichte für Robert Riddells Bibliothek fertig, die als „Glenriddell Manuscripts“ bekannt wurde. Sie wurde später an Burns zurückgegeben.
Burns besuchte Wanlockhead im Januar 1792, um Bleiminen zu erforschen. Er wurde von Maria Riddell, Robert Riddels Schwester, begleitet. Sie nahmen ihr Frühstück in Sanquhar ein und nahmen dann die Chaise zu den Minen. Sie gingen ein gutes Stück in die Minen hinein, wo sie der Dunkelheit, der Feuchtigkeit und der Enge widerstanden, aber sie mussten dann doch umkehren, weil Burns die schlechte Luft als sehr qualvoll empfand. Burns schrieb über diesen Besuch nichts auf, aber Maria erwähnte die Details in einem Brief.
Robert Riddell gründete zusammen mit Robert Burns in Dunscore die Monkland Friendly Society und half dabei, deren Bibliothek mit 150 Bänden zu organisieren und bewerten. Riddell war der Vorsitzende und Burns der Sekretär der Gesellschaft, deren Mitglieder sich jeden vierten Samstag trafen. Wanlockhead und Leadhills hatten damals auch Bibliotheken, die mit den Gebühren der Mitglieder angelegt und unterhalten wurden.
Burns erwähnt Riddells Münzsammeleidenschaft in seiner Election Ballad von 1790:–
| Glenriddel, skill’d in rusty coins Blew up each Tory’s dark designs, And bared the treason under. |

Robert Riddell entdeckte im Mai 1791 einen 1 Unze schweren Goldring mit einem blassblauen Stein in der Nähe von Friars Carse.
Im Dezember 1783 endete die Freundschaft zwischen Burns und den Riddells nach einem alkoholschwangeren Vorfall in Friars Carse, der als „Raub der Sabinerinnen“ bekannt wurde. Es war ein „Überfall“ auf die Damen, der zu realistisch und überschwänglich für den guten Geschmack war. Burns wurde des Hauses verwiesen und Elizabeth Riddell vergab ihm niemals. Robert Riddell verstarb im Alter von 39 Jahren, bevor ein Kitten der Freundschaft möglich gewesen wäre. Walter und Maria Riddell zogen nach Roberts Tod nach London und, als Maria nach Tinwald House bei Dumfries zurückkehrte, vergab sie schließlich Burns sein ungebührliches Verhalten.
Die Nachricht dieser ausschweifenden und liederlichen Affäre scheint die Ohren von Burns’ Vorgesetzten in Edinburgh erreicht zu haben und schadete seiner Reputation.

#### Annie Laurie
Alexander Fergusson aus Craigdarroch House heiratete 1710 „Bonnie“ Anna Laurie, Tochter von Sir Robert Laurie, Bt., aus Maxwellton, die “Annie Laurie” aus dem gleichnamigen Lied. Auch wenn sie über 50 Jahre lang in Craigdarroch House lebte, starb sie doch am 5. April 1764 in Friars Carse im Alter von 81 Jahren. Man weiß nicht genau, wo ihr Grab liegt, aber möglicherweise wurde sie bei Craigdarroch House begraben. Sie war die Großtante von Robert Riddell und wurde im Maxwellton House einige Kilometer entfernt bei Moniaive geboren.

#### Francis Grose

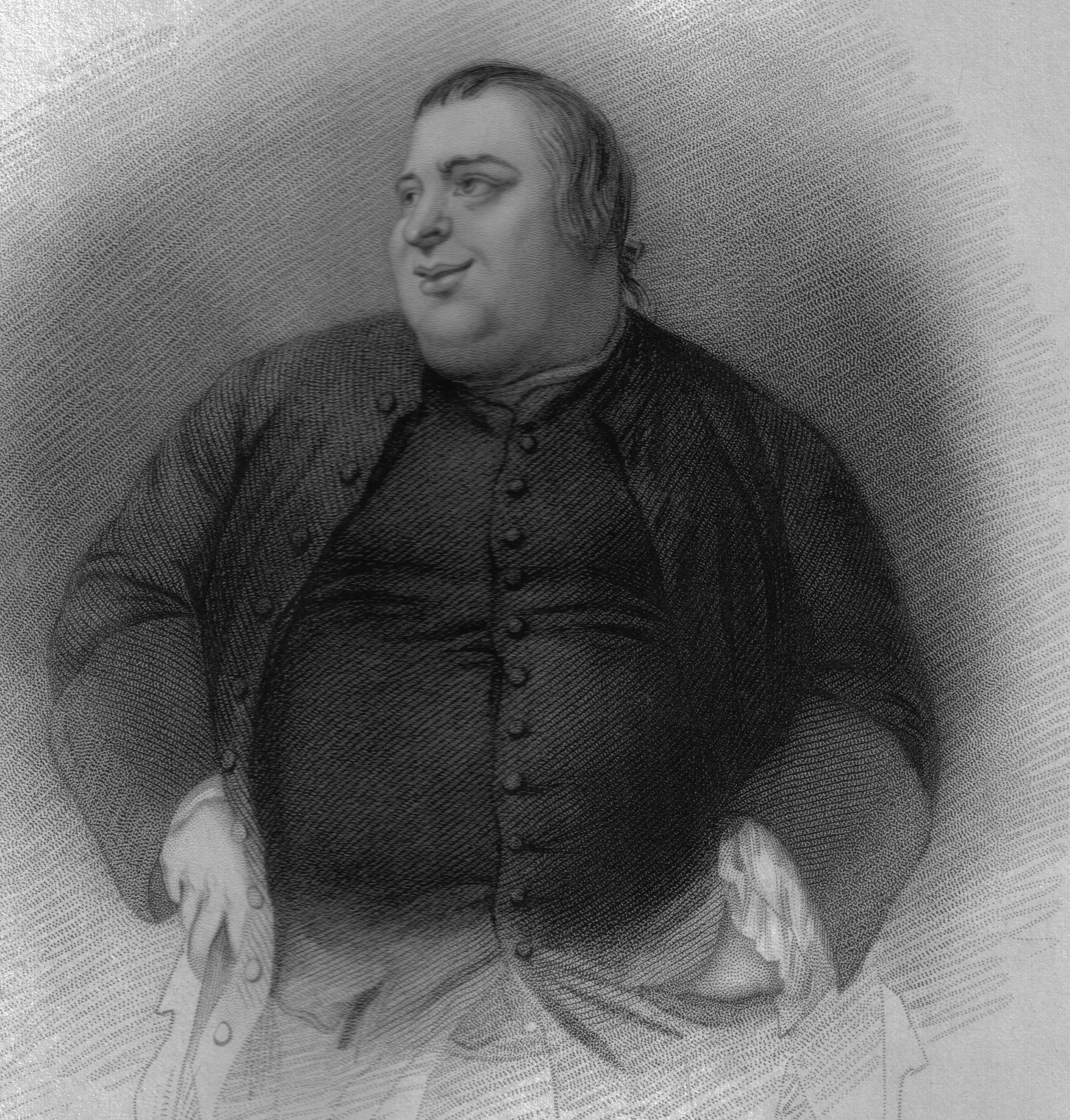
Francis Grose, FSA.

Der bekannte Altertumsforscher, Künstler und Schriftsteller Francis Grose weilte einige Monate in Friars Carse, als er Orte wie Lag Castle in der Gegend besuchte, um sie in sein Buch The Antiquities of Scotland, das 1797 veröffentlicht wurde, aufzunehmen. Grose pflegte eine enge Freundschaft mit Robert Burns und ihrer künstlerischen Zusammenarbeit entsprang Burns’ Gedicht Tam o’Shanter. Als „Fine, fat, fodgel Grose“ beschrieb Burns seinen rundlichen Freund.

#### Die Pfeife und die Trinkwettbewerbe
Am Freitag, dem 16. Oktober 1789 (oder 1790) war Robert Burns bei einem bekannten Trinkwettbewerb in Friars Carse anwesend, bei dem drei Lairds sich anschickten, festzustellen, wer von ihnen der letzte war, der noch imstande war, eine Ebenholzpfeife zu blasen, die Robert Riddell geerbt hatte. Dies war eine Wiederholung früherer Wettbewerbe, in denen der Gewinner die alte Ebenholzpfeife als Trophäe erhielt; der Wettbewerb wurde in dem Gedicht The Whistle unsterblich gemacht.
Der Gewinner war imstande, mehr als acht Flaschen Clairet (andere sagen, fünf oder sechs) zu trinken. Alexander Fergusson aus Craigdarroch House war der Sieger, weil er immer noch stehen und die Pfeife blasen konnte; Sir Robert Maxwellton brach zusammen und lag am Boden und Robert Riddell zog sich zurück und ging ins Bett. Der Kammerherr des Duke of Buccleuch, McMurdo aus Drumlanrig war der Schiedsrichter bei diesem Wettbewerb und zwei weitere Nachbarn dienten als Zeugen.
Einige Quellen geben an, dass die Ebenholzpfeife von einem Höfling in Diensten von Königin Annes Gatten, Prinz Georg von Dänemark, aus Dänemark herübergebracht worden sei. Es entstand Verwirrung, weil der erste Trinkwettbewerb von einem früheren Sir Robert Laurie, dem ursprünglichen Besitzer der Pfeife und Höfling in Diensten der Königin Anna von Dänemark, der Gattin von König Jakob IV. Von Schottland, gewonnen worden war. Bei einem zweiten Wettbewerb verlor dessen Sohn Walter die Pfeife an Walter Riddell, einen Vorfahren von Robert Riddell.
Groome schrieb auf, dass die Ebenholzpfeife wegen der Gewohnheit des ursprünglichen, dänischen Besitzers, einem Mann von „gigantischer Statur“, der sich mit allen Besuchern im Trinken maß, zum Mittelpunkt des Trinkwettbewerbes wurde. Sir Robert Laurie kam nach dem massiven Skandinavier, trank in einem Wettbewerb, der „drei Tage und drei Nächte dauerte“, seinen Höfling unter den Tisch und beanspruchte die Pfeife.
Allan Cunningham erzählt, dass „der Barde selbst, der Flasche um Flasche trank, stark in der Lage schien, den Wettbewerb zu gewinnen, als der Morgen graute“, aber der Wahrheitsgehalt dieser Quelle wird von zuverlässigeren Biographen bezweifelt.
Burns lieh sich mit Erlaubnis des Besitzers die Ebenholzpfeife ein paar Tage nach dem Wettbewerb, um sie seinen Freunden in Mauchline zu zeigen, und er organisierte auch einen zweiten Trinkwettbewerb im New Inn in Sanquhar, bei dem er selbst, Edward Whigham, John King und William Johnston antraten. Die Teilnehmer nahmen Whisky-Grog zu sich, der in einem Punchglas gereicht wurde. Es ist nicht vermerkt, wer der Gewinner bei dieser Gelegenheit war, aber der Schiedsrichter war John, der Sohn von Edward Whigham. Joseph Train schrieb diese Geschichte ebenfalls auf und fügte hinzu, dass die Pfeife teilweise erneuert wurde, seit sie vom Höfling von Anna von Dänemark gewonnen worden war, und dass sie üblicherweise zusammen mit einem „hochaufragenden, skandinavischen Trinkhorn“ auftauchte. Burns hatte sich beides geliehen.

## Das Laugh-Moor-Kreuz

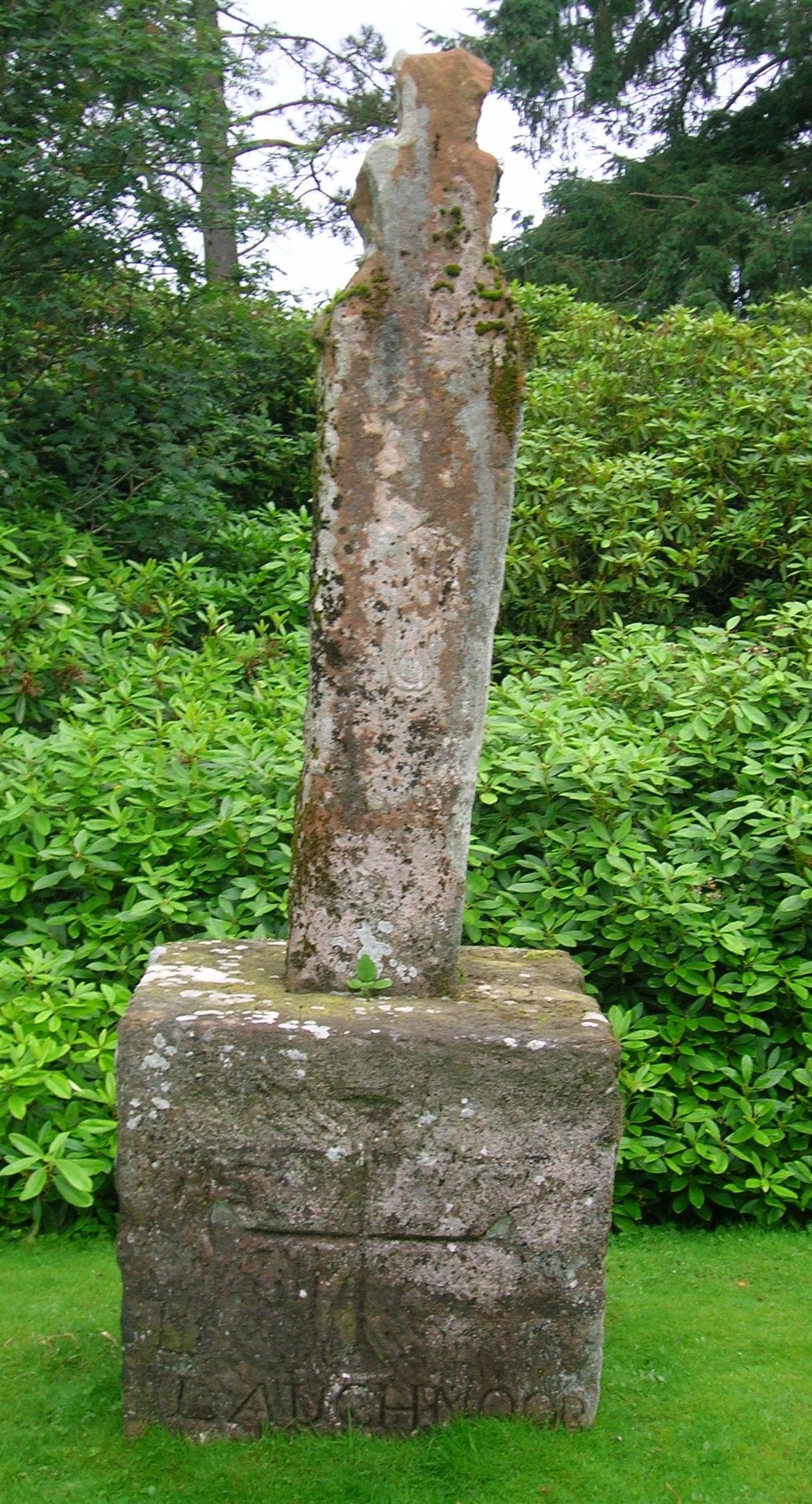
Das Laugh-Moor-Kreuz

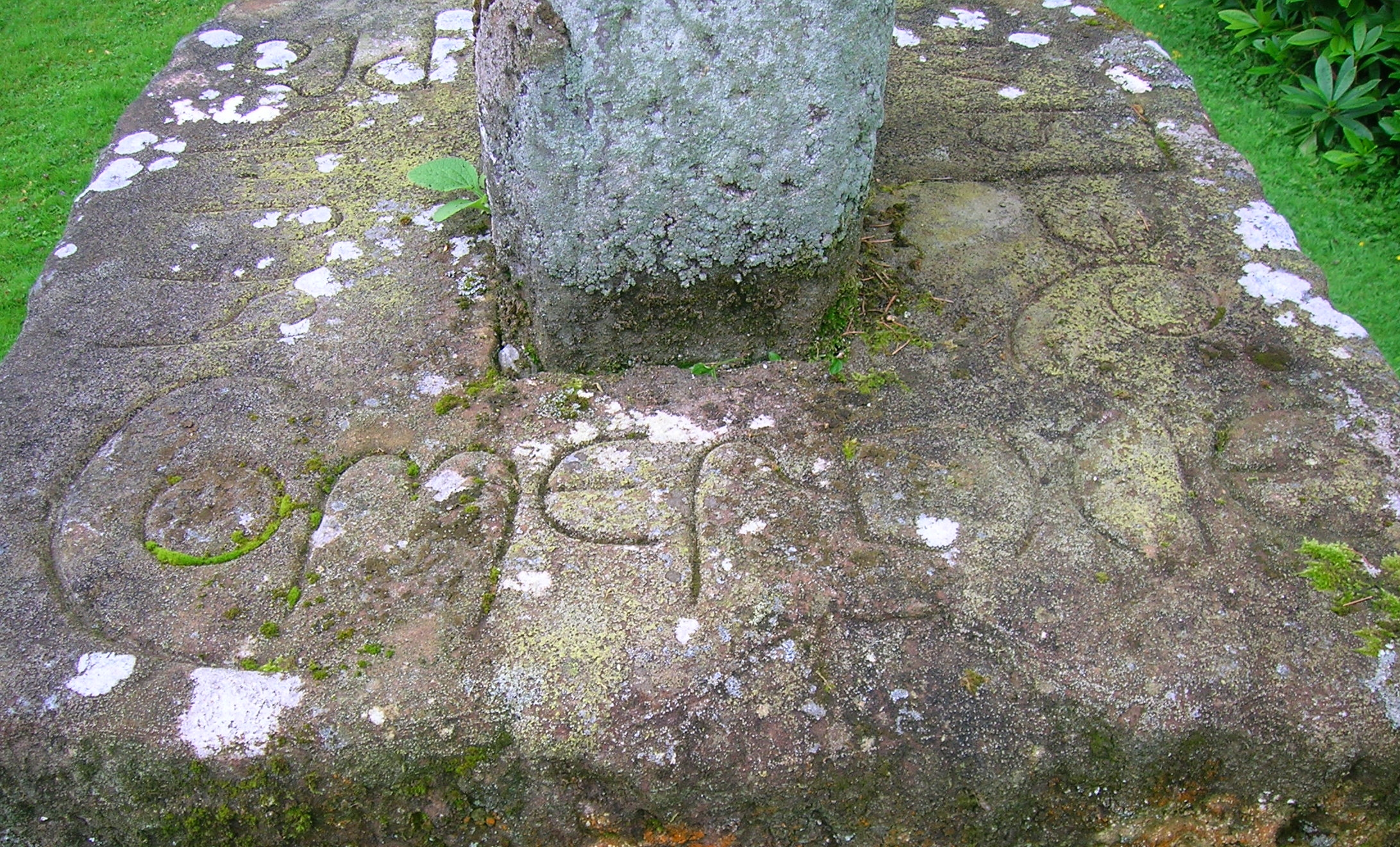
Inschrift am neuen Fundament des Kreuzes

Im alten Putting-Grün sitzt das einzig verbleibende Kreuz von Captain Riddells Sammlung, die auch ein Kreuz mit Becken, Sonnenuhren und später Taufbecken enthielt, die heute alle im Museum in Dumfries stehen. Das Laugh-Moor-Kreuz soll ursprünglich ein Dorfkreuz aus dem 9. Jahrhundert gewesen sein, das vom Morton Castle stammt. Es war im Stil eines keltischen Kreuzes gehalten, aber der Ring und die Arme wurden abgebrochen. Das Kreuz wurde als Grabplatte wiederverwendet und die große Schere auf einer Seite könnte anzeigen, dass es sich bei dem Leichnam um den einer Frau gehandelt haben könnte.
Das quadratische Sandsteinfundament ist nicht zeitgenössisch, es trägt ein eingeritztes Kreuz und die Worte „Laugh Moor“ an der Vorderseite. Die obere Fläche dieses quadratischen Fundamentes trägt die Worte „Ora Pro Anima Comerchie De Laugh“ (dt.: Bete für die Seele des ruchlos ermordeten De Laugh) Als Robert Riddell das Kreuz fand, diente es als Torpfosten, was man an der Nische an der Hinterseite des Steins sieht.

## Die Einsiedelei

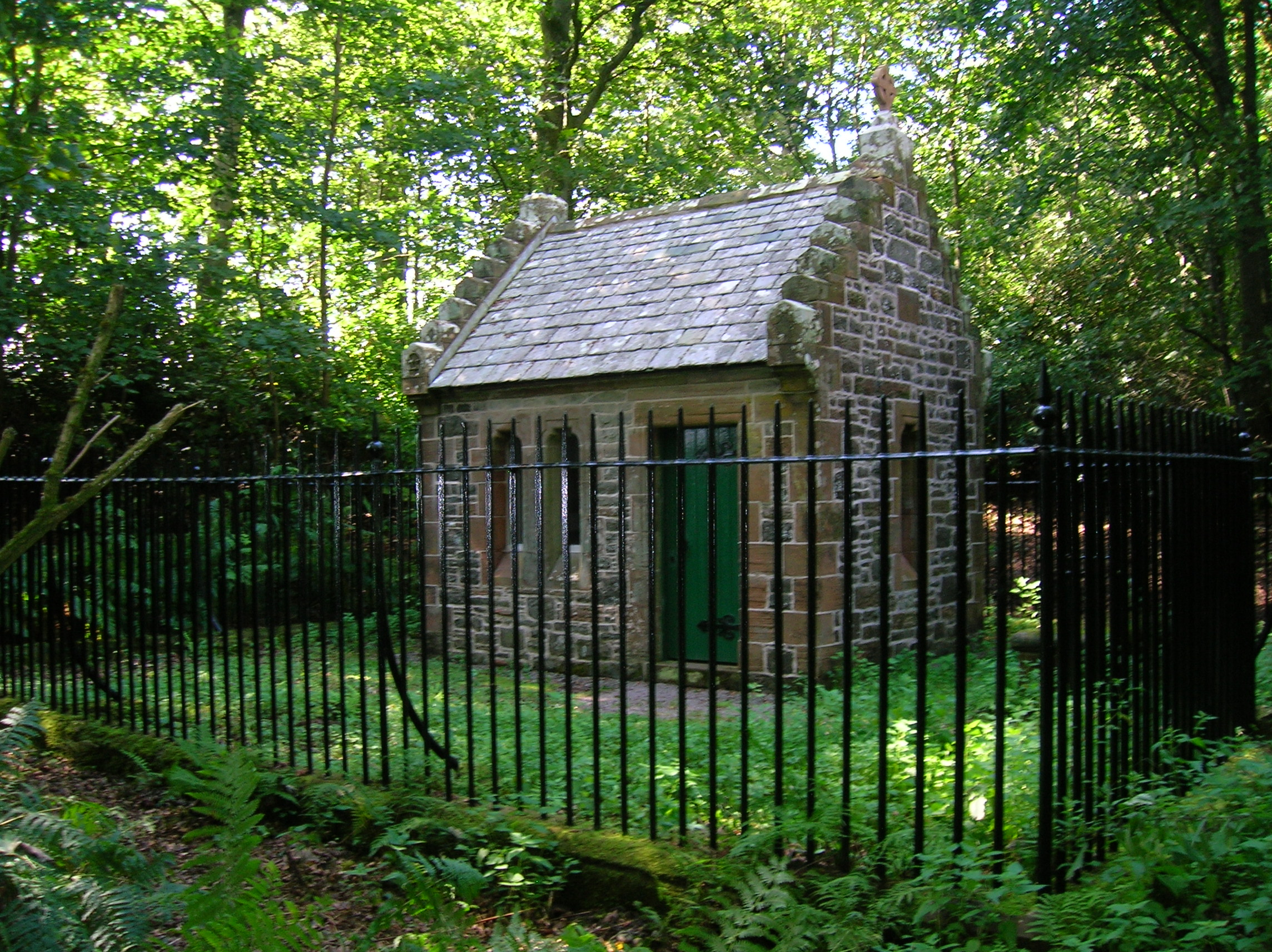
Die Einsiedelei in Friars Carse

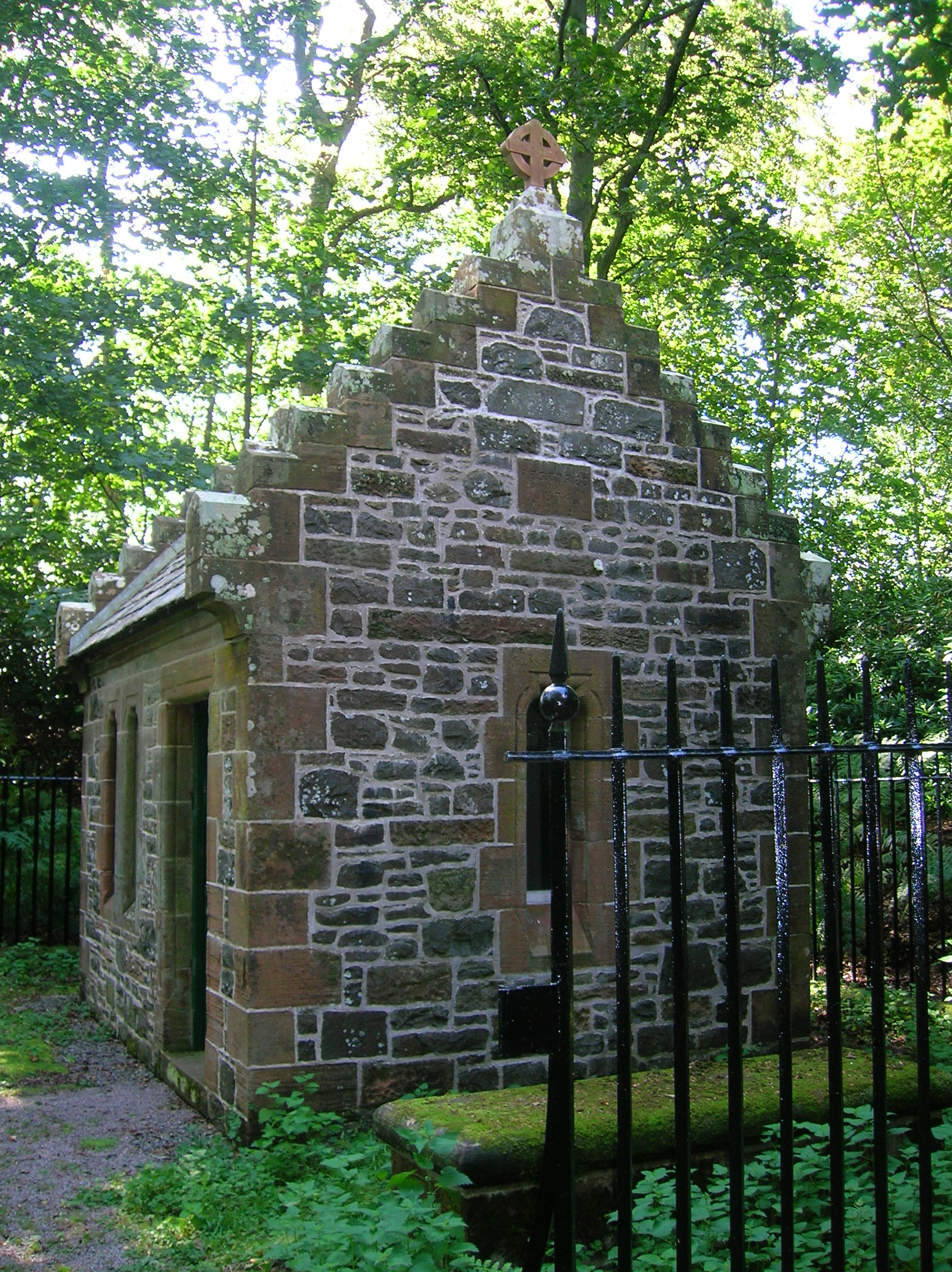
Burns’ Einsiedelei

Captain Robert Riddell aus Glenriddell ließ ein kleines Sommerhaus, ein „efeuüberwuchertes Bett“, genannt „Hermitage“ (dt.: Einsiedelei), in einem versteckten Teil des Anwesens, nur einige Felder entfernt von Ellisland, erbauen. Burns nutzte das Gebäude an dieser idyllischen Stelle häufig, um zu dichten, nachdem er den Schlüssel zum Tor im Marschdeich von Ellisland erhalten hatte und offenbar auch die Trinkgelage mit Robert Riddell schätzte.
Nach Riddells Tod mit 39 Jahren verfiel die Einsiedelei langsam; 1803 wurde sie als Heulager genutzt und 1810 berichtete Cromek, dass sie verfallen sei, und drückte seine Bestürzung darüber aus, dass das Gebäude, während Captain Smith das Anwesen besaß, nicht instand gehalten wurde, denn der Boden war mit Stroh bedeckt, Rinder hatten die Bäume umgerissen und die Fensterscheiben fehlten. Die Hütte bedeckte eine Grundfläche von 3,19 Meter × 2,43 Meter und hatte ein einzelnes Fenster und einen offenen Kamin. Um 1870 notierte William Douglas, dass der einzige Teil des Gebäudes, der noch stünde, ein Teil der östlichen Giebelwand sei. Über dem Türsturz stand in Großbuchstaben „BURNS“.
Auch wenn das originale Gebäude heute nicht mehr steht, gibt es eine neue Einsiedelei, die Herr Nelson von Friars Carse 1874 an derselben Stelle in anderem Stil errichten ließ. British Listed Buildings sieht es als „mit neuer Fassade versehenes Gebäude von etwa 1790“. Adamson besuchte es 1879 und notierte, dass es „die strenge Form eines Mönchs mit Tonsur, abgeschnittener Nase und gefalteten Händen habe, der am Eingang auf dem Rücken liege“ Das Gebäude enthielt nur einen Stuhl und einen kleinen Tisch. 2009 wurde es erneut restauriert und ist nun mit einer Tafel versehen, die seine Geschichte erläutert. Ein Führer zeigt seine Lage an.
Burns hat die folgenden Zeilen auf das Fenster der Einsiedelei im Gedenken an Robert Riddell geschrieben:
| Thou whom chance may hither lead, Be thou clad in russet weed, Be thou deckt in silken stole, Grave these counsels on thy soul. Life is but a day at most, Sprung from night – in darkness lost; Hope not sunshine ev’ry hour, Fear not clouds will always lour. |

Das Original wurde gesichert und befindet sich heute im Museum der Ellisland Farm. Es war von einem neuen Besitzer des Anwesens entfernt und in der Zeit nach dem Tod der alten Lady 1835 zum Verkauf angeboten worden. Es wurde für fünf Guineas gekauft. Das Fenster des neuen Gebäudes wurde mit denselben Zeilen versehen, aber dieses ist heute im Landhaus untergebracht und das neue Fenster hat keine Inschrift mehr. In Friars Carse fanden sich einmal die originalen Manuskripte von Burns’ The Whistle und Lines Written in the Hermitage.
Das zweite Fenster aus dem Gebäude von 1874 war mit den folgenden Versen beschrieben:
| To Riddel, much lamented man, This ivied cot was dear; Reader, dost value matchless worth? This ivied cot revere. |

Ein Aquarell der originalen Einsiedelei zeigt diese nahe am Fluss Nith und daher in einiger Entfernung vom heutigen Gebäude.

## Der Nith
Hauptartikel: Nith

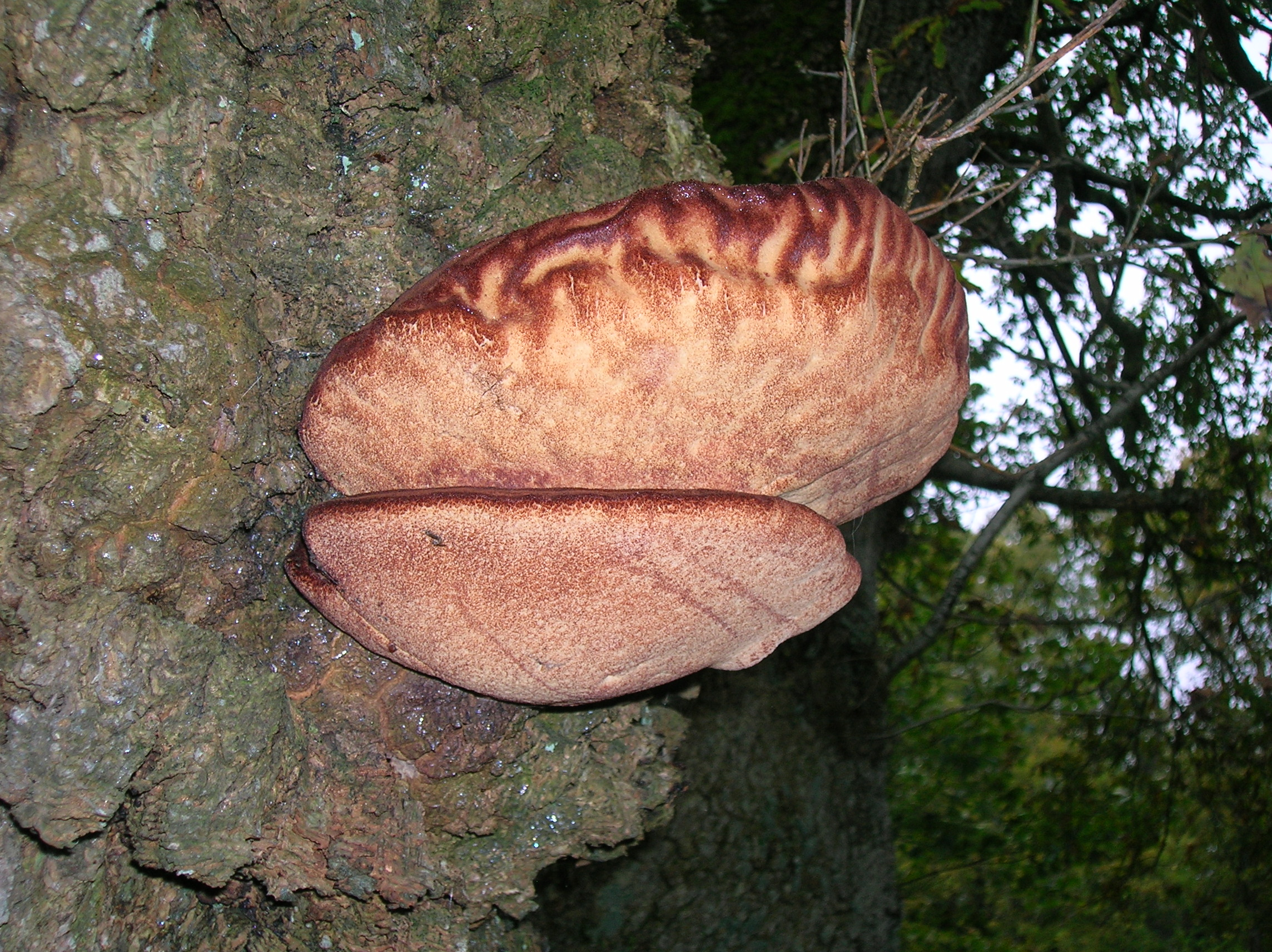
Eichen-Leberreischling an einer Eiche im Carse

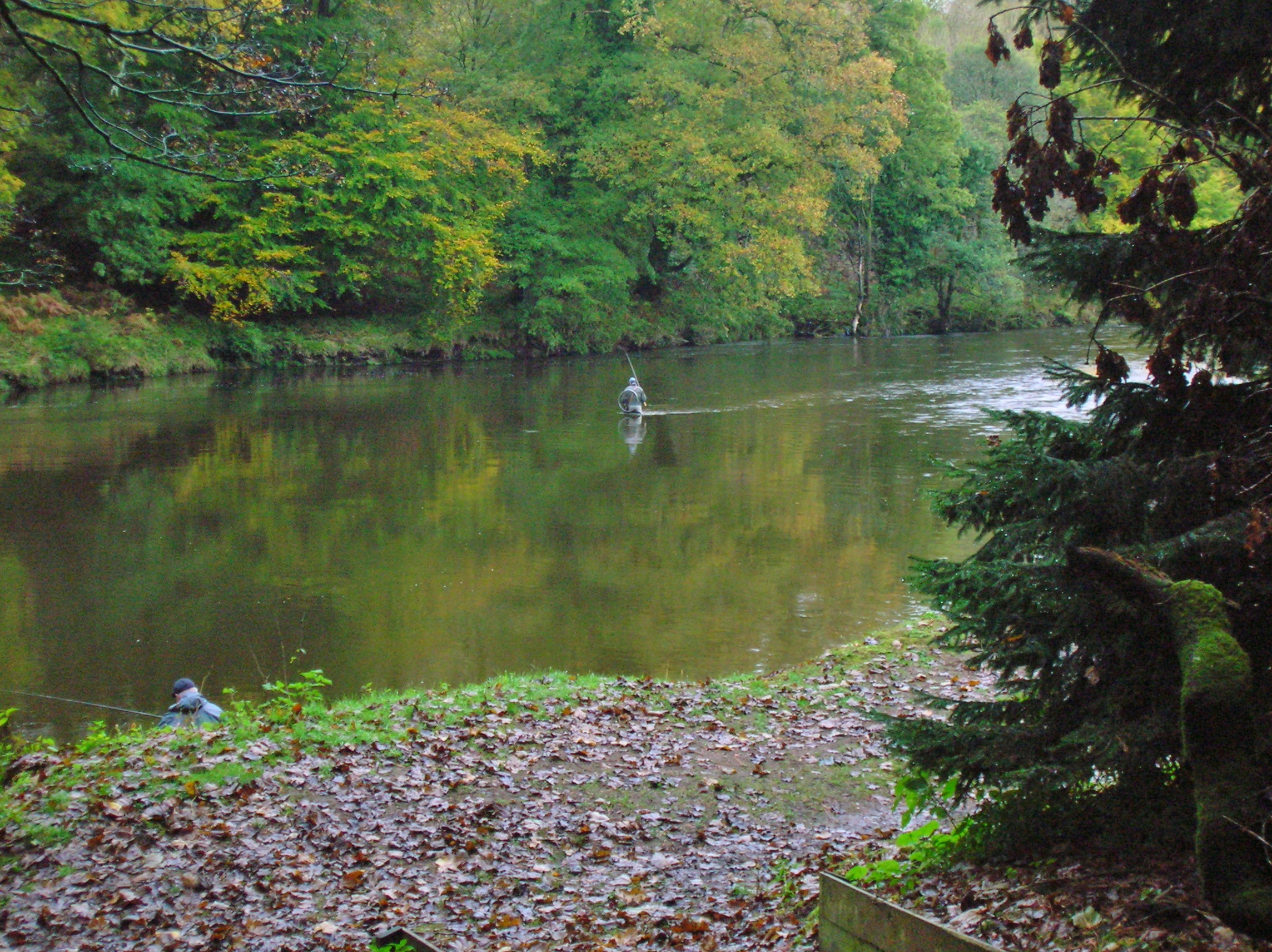
Lachsfischen im Nith bei Friars Carse

Der Flusslauf des Nith verläuft nahe dem Landhaus von Friars Carse. Die Fischgründe verlaufen über 2300 Meter am rechten Ufer entlang. Fliegenfischen, Kunstköderfischen oder Fischen mit Würmern nach Lachsen, Meerforellen und Äschen ist möglich.
Am Flussufer entlang breiten sich lichte Wälder aus und dort sind die alten, großen Eichen besonders bemerkenswert, meistens Stieleichen, vergesellschaftet mit Baumpilzen, wie zum Beispiel dem Eichen-Leberreischling. Es gibt auch einige alte Platanen und Berg-Ahorne.

## Friars Carse Country House Hotel
Das alte Landhaus wurde seit 1938 als Landhaushotel betrieben; es liegt in 18 Hektar lichtem Wald und Weiden. Zwei Bauernhäuser auf dem Anwesen nahe den alten Stallungen wurden für die Nutzung durch Gäste umgebaut. Friars Carse ist die einzige Stelle am Nith, an der man sowohl fischen als auch wohnen kann.

## Weitere Gebäude und Einrichtungen
Ein altes Sommerhaus ist auf der Ordnance Survey Map von 1855 zusammen mit dem vermutlichen Standort des alten Klosters in der Nähe des Putting-Grüns vermerkt. Ein Eichenhügel ist in der Nähe der Stallungen eingetragen. Ein Deadman’s Hole ist auf dem Landhaus gegenüber liegendem Flussseite verzeichnet. Black Pool liegt am Fluss oberhalb des Hotels. Die Brandyburn Farm liegt auf dem anderen Flussufer; deren Name wird oft mit dem Schmuggeln und der Lagerung unerlaubter Spirituosen in Zusammenhang gebracht. Ein Standbild und ein Sitz liegen am Beginn des Pfades zur Einsiedelei. Ein kleiner See ist an der Penflowing Bridge bei den Carse Mains eingezeichnet.
Eine Mühle lag am Mains Burn bei den Carse Mains, wie man auf der Ordnance Survey Map von 1855 sieht.